# Orde van Verdienste voor de Landbouw (Vietnam)
De Orde van Verdienste voor de Landbouw was een onderscheiding in Frans Indo-China. Het initiatief voor het instellen van deze orde van verdienste was uitgegaan van de Franse koloniale bestuurders en de orde werd in het Keizerrijk Vietnam en het Koninkrijk Laos uitgereikt. Het was dus geen Vietnamese of Laotiaanse orde en kan tot de Franse koloniale ridderorden worden gerekend.
De orde werd in 1936 ingesteld. Formeel gebeurde dat door Keizer Bao Dai die het bestuur aan de Franse kolonisator overliet.
De orde werd door de Franse Gouverneur-Generaal in Hanoi verleend aan Vietnamezen en ingezetenen van Frans Indo-China en het vice-koninkrijk Tonkin. De orde had drie graden.
- De Commandeur droeg het versiersel aan een lint om de hals.

- De Officier droeg het versiersel aan een lit met rozet op de linkerborst

- De Ridder droeg het versiersel aan een lint op de linkerborst'.

Het is bij de Franse koloniale en ministeriële orden niet ongebruikelijk dat deze drie graden hebben en dat het grootkruis ontbreekt.
Het gepatineerde bronzen versiersel is rechthoekig en heeft een "griekse rand", een motief dat ook in Vietnam van oudsher wordt gebruikt. In het vierkante centrale medaillon is een afbeelding van de opbrengsten van de landbouw afgebeeld. Op de keerzijde zijn vier karakters aangebracht die rood, blauw en geel zijn ingevuld.
Men droeg het versiersel aan een groen-oranje-groen lint gedragen.
De onderscheiding overleefde de dekolonisatie van Indo-China na 1945 niet.